# Liste der Naturdenkmale in Hochdorf (bei Plochingen)
| Naturdenkmale | Anzahl |
| ------------- | ------ |
| FND           | 11     |
| END           | 1      |
| Gesamt        | 12     |

Die Liste der Naturdenkmale in Hochdorf nennt die verordneten Naturdenkmale (ND) der im baden-württembergischen Landkreis Esslingen liegenden Gemeinde Hochdorf. In Hochdorf gibt es insgesamt zwölf als Naturdenkmal geschützte Objekte, davon elf flächenhafte Naturdenkmale (FND) und ein Einzelgebilde-Naturdenkmal (END).
Stand: 30. Oktober 2016.

## Flächenhafte Naturdenkmale (FND)
| Name                                          | Bild | Kennung     | Einzelheiten | Position | Fläche Hektar | Datum         |
| --------------------------------------------- | ---- | ----------- | ------------ | -------- | ------------- | ------------- |
| Aufgelassener Steinbruch (Angulatensandstein) | BW   | 81160271802 | Hochdorf     | ⊙        | 1,3           | 25. Aug. 1983 |
| Feldgehölz im Gewann Talbach                  | BW   | 81160271806 | Hochdorf     | ⊙        | 0,4           | 30. Juni 1994 |
| Feldhecke im Gewann Riedäcker                 | BW   | 81160271809 | Hochdorf     | ⊙        | 0,4           | 30. Juni 1994 |
| Feldhecken am Triebwasenweg                   | BW   | 81160271808 | Hochdorf     | ⊙        | 0,7           | 30. Juni 1994 |
| Gewässer mit Feldgehölz im Gewann Rinnenhalde | BW   | 81160271803 | Hochdorf     | ⊙        | 0,4           | 30. Juni 1994 |
| Halbtrockenrasen im Gewann Hofwasen           | BW   | 81160271807 | Hochdorf     | ⊙        | 0,9           | 30. Juni 1994 |
| Hohlweg mit Feldgehölz im Gewann Hängenloh    | BW   | 81160271812 | Hochdorf     | ⊙        | 0,5           | 30. Juni 1994 |
| Schlierbach                                   | BW   | 81160271811 | Hochdorf     | ⊙        | 1,1           | 30. Juni 1994 |
| Talbach mit Mühlkanal                         | BW   | 81160271810 | Hochdorf     | ⊙        | 1,5           | 30. Juni 1994 |
| Talbach                                       | BW   | 81160271805 | Hochdorf     | ⊙        | 1,2           | 30. Juni 1994 |
| Waldrand im Gewann Birken                     | BW   | 81160271804 | Hochdorf     | ⊙        | 0,3           | 30. Juni 1994 |
| Legende für Naturdenkmal                      |      |             |              |          |               |               |

## Einzelgebilde (END)
| Name                          | Bild | Kennung     | Einzelheiten | Position | Fläche Hektar | Datum         |
| ----------------------------- | ---- | ----------- | ------------ | -------- | ------------- | ------------- |
| Lindengruppe (3 Winterlinden) | BW   | 81160271801 | Hochdorf     | ⊙        | 0,0           | 25. Aug. 1983 |
| Legende für Naturdenkmal      |      |             |              |          |               |               |